# ノースサファリサッポロ

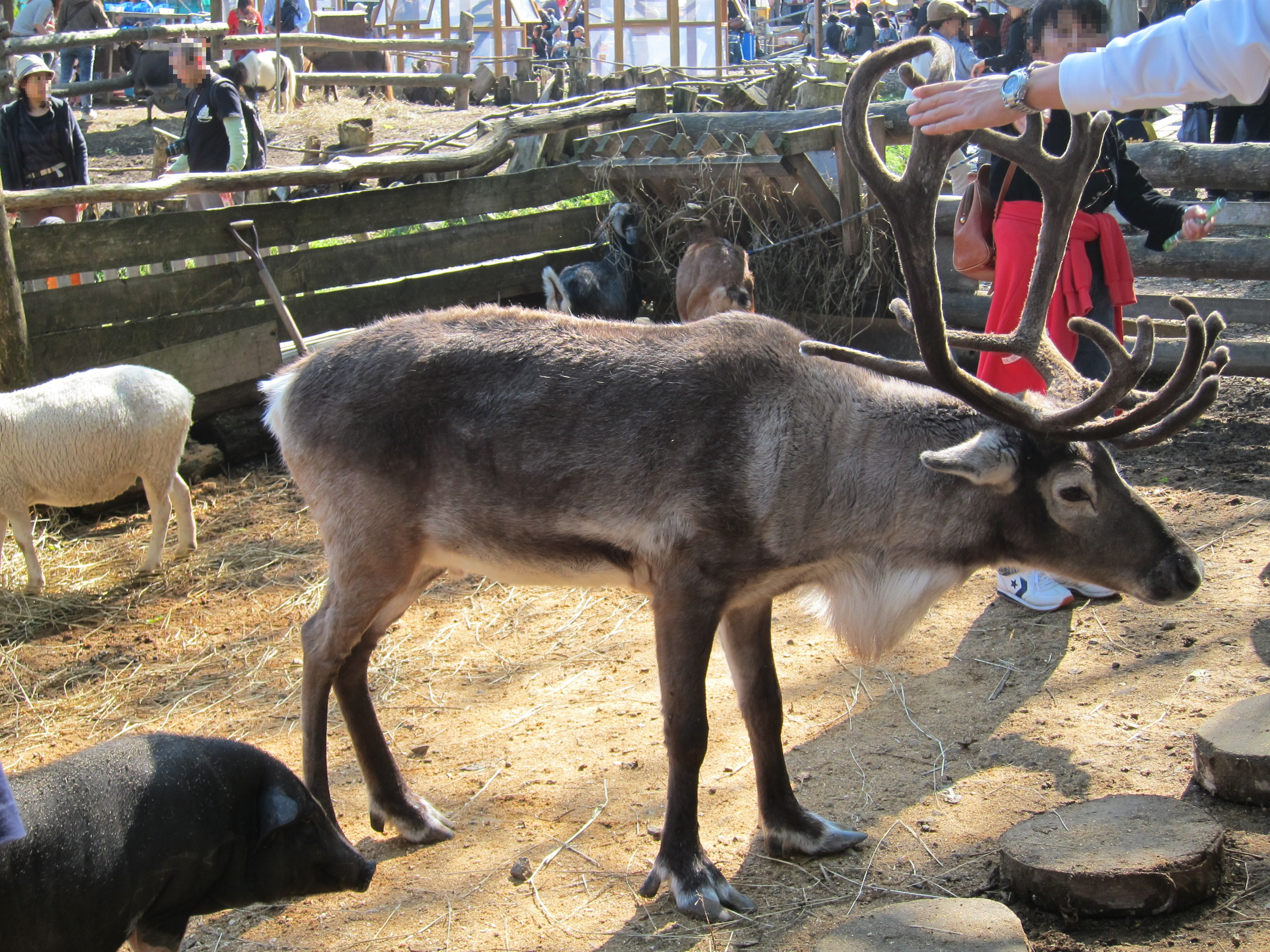
トナカイと触れ合える（記事本文にあるように事故及びケガに対し自己責任である）

ノースサファリサッポロは、北海道札幌市南区に無許可で設置された動物園兼レジャー施設である。運営は有限会社サクセス観光（本社：北海道札幌市）。2005年7月開園、2025年9月閉園予定。

## 概要
ノースサファリサッポロ、デンジャラスの森（旧：フクロウとキタキツネの森）、ノースサファリアドベンチャーの3つの施設で構成されている。
動物とのふれあい、距離の近さをテーマに展示を行っている。入園時の免責事項には事故及びケガに対し自己責任で入場する旨が記載されている。
他の動物園ではあまりふれあいを行っていないゴマフアザラシや、ミーアキャット、キタキツネ、エゾタヌキ、トナカイ、フタユビナマケモノ、アカハナグマなどにふれることができる。アフリカライオンやベンガルトラに鉄柵一枚を隔てエサやりを行ったり、ライオン展示舎の屋根に設けられた開口部から釣竿を使ってエサやりをするライオン釣りも実施している。
デンジャラスの森では誓約書に署名しないと入場できないデンジャラスゾーンがあり、ミズオオトカゲやインドタテガミヤマアラシ、ビルマニシキヘビなど危険な動物の至近を通ったり、ピラニア水槽、ワニ展示場の上に設けられた一本橋を渡るなどスリルを感じさせる展示方法を採っている。
デンジャラスの森にはフクロウ、タカ、コンドルなどの猛禽類が約25種類展示されており、こちらも檻などに隔てられることなく間近で見ることができる。天井から釣竿でツキノワグマにエサやりができる森の釣堀、ベンガルトラのエサやりがある。
ノースサファリアドベンチャーで行っているアクティビティは水陸両用車を用いたジャングル探検やキャタピラ式の乗り物DTVシュレッダー、セグウェイがある。夏季には恐竜テーマパークであるジュラシックランドを開園し、大型のロボット恐竜の棲む太古の森をイメージしたエリアを自動操縦式カートで探検する趣向。
積雪期はハスキー犬の犬ぞり、スノーモービル、雪上バナナボートなどを行っている。
同園は移動動物園も行っており、商業施設や幼児施設、老人施設などで実施している。動物プロダクション部門ではテレビ番組やCM撮影、イベントなどの動物出演をプロデュースしている。
サクセス観光は2025年1月23日に東京地裁より破産開始決定を受けた加茂株式会社より富士花鳥園を譲渡されサクセス観光の登記簿上では富士花鳥園の住所に支店が登録されている。

### 無許可開設問題
本園は市街化調整区域に位置しているが開発行為に関する許可を取らずに開設されていた。札幌市は開業前の2004年10月、無許可で建設工事が行われていることを確認したため、運営会社のサクセス観光に許可を得るように行政指導を行った。しかし同社はそれに応じずに開園し、施設の拡張も続けた。札幌市は口頭や文書で指導を再三行ったものの、同社は「改善する」と回答をするだけで実際には改善しなかった。
開業当初、同社は第一種動物取扱業者の届け出を出しておらず、行政指導の後の2006年5月に届け出が受理されていた。その他、2004年には川の水を水路に引き込む工事を無許可で行う（市の指導を受けて取りやめ）、2024年にアザラシと共に泊まれる宿泊施設を無許可で開設、看板の無許可設置（2006年以降、北海道開発局から8回にわたって撤去するよう指導されていたが「道が分かりにくい」等の理由で応じず）、ツキノワグマやコブラなどの特定動物を飼養許可期限を超えて無許可の状態で飼育する（札幌市は10回以上行政指導）、野生のアザラシ9頭を無届けで飼育する（5年後に札幌市が把握し、登録申請をするよう指導したが、7頭はその時点で既に死亡）、などの様々な問題が報じられた。
園に対する市民感情の悪化も受けて、札幌市が都市計画法に基づき、全施設の除却命令を出す方針であると2025年2月に報じられた。2月18日、同社は違法状態の全156施設の撤去計画を札幌市に提出した。3月10日、同社は9月末での閉園をホームページ上で発表した。
加えて市は、サクセス観光に対し、コロナ禍での宿泊事業者の支援のための1962万円の補助金を交付していたことが分かった。今後、この補助金の返還を求めるか検討しているという。
サクセス観光が国から受け取った6000万円の事業再構築補助金について、交付を認めた中小企業基盤整備機構が2025年7月23日付で補助金の交付決定を取り消し、全額返還を命じた。

## 施設情報
- 住所：北海道札幌市南区豊滝469-1
- 夏季営業（2018年 ノースサファリサッポロ、デンジャラスの森）：4月28日〜11月30日
- 冬季営業（2018冬季 ノースサファリサッポロ、冬季アクティビティのみ）：1月6日〜3月21日
- ノースサファリアドベンチャー：2018年6月2日〜10月21日
  - ジュラシックランド：2018年7月14日〜9月24日
- 入園料（夏季）：中学生以上1800円 小学生以下600円 3歳以下無料
- 入園料（冬季）：中学生以上1200円 小学生以下500円 3歳以下無料
- 駐車場料金：軽、普通乗用500円 バス1000円

## 代表的な飼育動物

### ノースサファリサッポロ
- 南半球エリア
  - ケープペンギン、アカカンガルー、ベネットワラビー、マーラ、モモイロペリカン
- アフリカゾーン
  - アミメキリン、グラントシマウマ、ブチハイエナ、サーバル、ダチョウ
- ヤギヒツジゾーン
  - サフォーク、コリデール、雑種ヤギ、ラマ、ミニブタ、アルパカ
- リトル猛獣エリア
  - サバンナキャット、シルバーベンガル、ベンガル、メインクーン
- ジャングルゾーン
  - ビントロング、コツメカワウソ、スローロリス、ミズオオトカゲ
  - ワオキツネザル、ケヅメリクガメ、パンサーカメレオン、ハリネズミ、アフリカウシガエル、ルーセットオオコウモリ
  - フタユビナマケモノ、コモンマーモセット、ルリコンゴウインコ、オニオオハシ、マタマタ、メガネカイマン、グリーンイグアナ
  - アカテタマリン、アメリカバク、カピバラ
- 珍獣ふれあいコーナー
  - ビルマニシキヘビ、コーンスネーク、レッドテグー、サバンナモニター、シャムワニ、ブラジルカイマン
  - アカハナグマ、ムツオビアルマジロ、ミーアキャット、ニホンザル、フサオマキザル、シロガオサキ、キンカジュー
- 単独展示
  - アフリカライオン、アルパカ、アメリカビーバー、エミュー、ミーアキャット、ゴマフアザラシ
  - ミナミアメリカオットセイ、ポニー、ロバ、アカハナグマ、アヒル、マガモ
  - フレミッシュジャイアント、チェッカードジャイアント、ウサギ、モルモット

### デンジャラスの森
- デンジャラスゾーン
  - スカンク、インドタテガミヤマアラシ、ピラニア（ナッテリー）、ビルマニシキヘビ、シャムワニ、アオダイショウ
- 猛禽エリア
  - トルクメニアンワシミミズク、ベンガルワシミミズク、ワシミミズク、シベリアワシミミズク、ユーラシアワシミミズク
  - エゾフクロウ、シロフクロウ、アカアシモリフクロウ、モリフクロウ、ウサギフクロウ、カラフトフクロウ、メンフクロウ
  - アフリカオオコノハズク、サバクコノハズク、コキンメフクロウ、アナホリフクロウ、メガネフクロウ、オオフクロウ
  - ニュージーランドアオバズク、コミミズク
  - ハリスホーク、オオタカ、ヒメコンドル、ワシノスリ、ラナーハヤブサ

### 単独展示
- ベンガルトラ、ツキノワグマ、トナカイ、キタキツネ、ギンギツネ、エゾタヌキ

## 過去の施設

### フクロウとキタキツネの森
2008年11月開園。園名の通り、フクロウなどの猛禽類とキタキツネなどのキツネ類を中心に展示する動物園で、キタキツネへのエサやりや抱っこ、フクロウやタカの腕乗せやフライトショーをメインとしていた。展示方法は独特で、フクロウと人を隔てる檻や柵はなく、至近距離で見ることができる。キツネもキツネ舎で放し飼いにされており、そこへ人が入っていく方式のため、間近でキツネを見ることができた。積雪期は大部屋の内部に雪山を作り、キツネが穴を掘る生態観察も容易な施設であった。
フクロウなど猛禽類は約20種類、キツネは3種類、十数匹程度が展示されていた。飼育しているキツネ類は全て人工繁殖させたもの。媒介する野生動物を遮断し、定期的な駆虫剤投与と定期検査により対策を行っていた。
園で調教されているメンフクロウやハリスホークが、挙式時や披露宴時に新郎新婦の元に結婚指輪を運ぶ演出を行っていた。